# أوفيند ينسن
أوفيند ينسن (بالنرويجية البوكمول: Øivind Jensen)‏ (17 يناير 1905 – 9 يناير 1989) هو ملاكم نرويجي راحل، مثّل بلاده في الألعاب الأولمبية الصيفية 1924.

## روابط خارجية
أوفيند ينسن على موقع أوليمبيديا (الإنجليزية)